# Zeppelindenkmal (Kornsand)

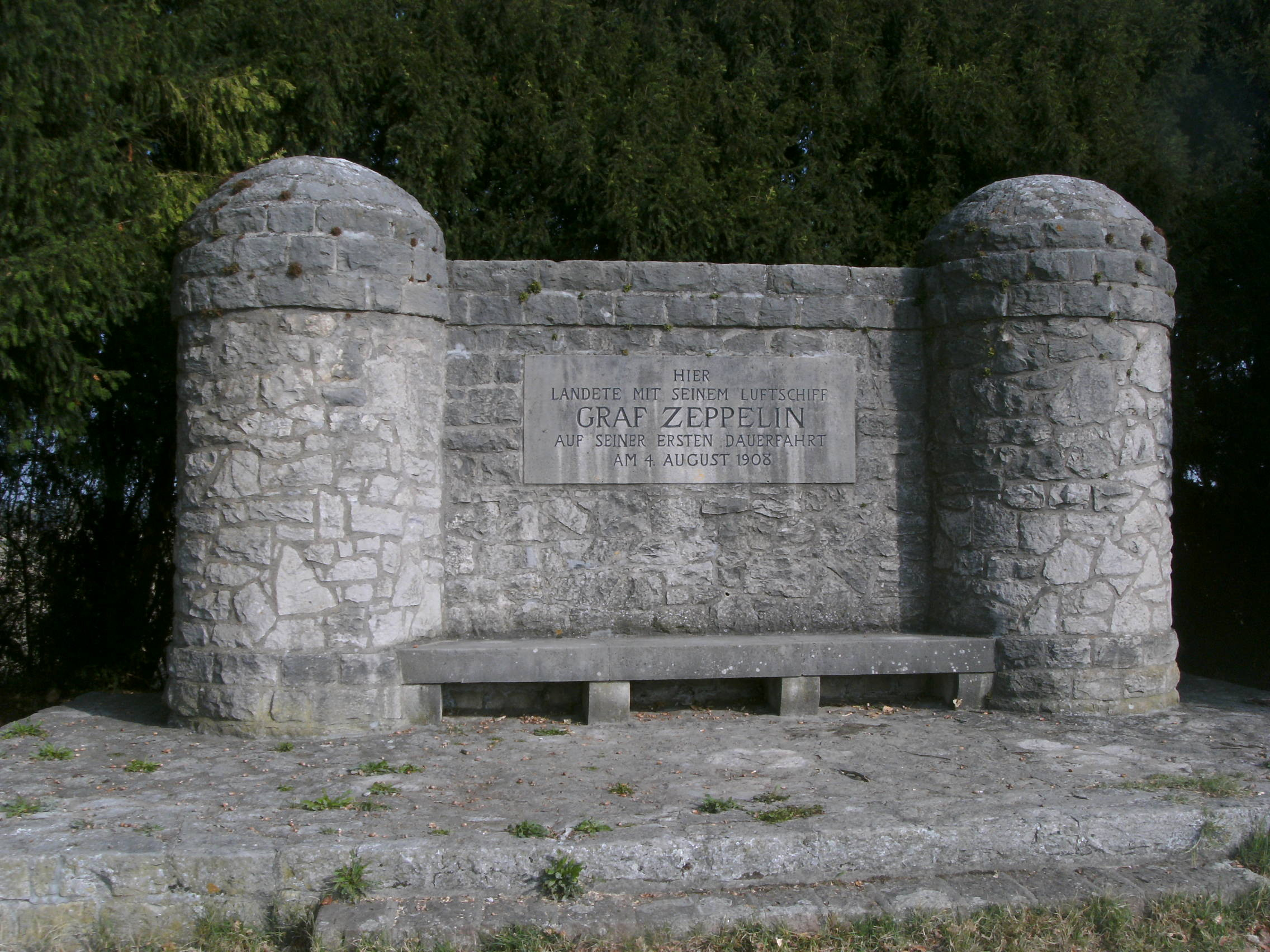
Zeppelindenkmal

Landung auf dem Kornsand

Das Zeppelindenkmal am Kornsand im Treburer Ortsteil Geinsheim in Südhessen erinnert an die Notlandung eines Zeppelins des Grafen Ferdinand von Zeppelin am 4. August 1908.

## Entstehung
Die frei zugängliche Gedenkstätte wurde 1909 errichtet. Über den Planer oder Künstler beziehungsweise Steinmetz ist nichts bekannt. Sie befindet sich südlich der Anlegestelle auf dem rechten Ufer des Rheins bei Rheinkilometer 480, gegenüber der Stadt Nierstein. Genau an dieser Stelle war der Zeppelin vorübergehend festgemacht. Feierlich eingeweiht wurde das Denkmal am ersten Jahrestag des Ereignisses, dem 4. August 1909, in kleinem Kreis der an diesem Langstreckentestflug Beteiligten durch die Gemeinde Geinsheim. Das auf der Deichkrone des Rheinufers gelegene Denkmal besteht, von Sockel und Krone abgesehen, aus mosaikartig zusammengefügten nahezu unbehauenen Natursteinen. Zwei etwa drei Meter hohe, im Umfang starke, Pylone sind durch ein zweieinhalb Meter hohes, an eine Festungsmauer erinnerndes Mauerwerk verbunden. In deren Mitte ist eine Tafel mit schlichter Inschrift eingelassen, die aus der Entfernung nicht zu erkennen sind und bei näherer Inaugenscheinnahme auch nur über den Anlass der Errichtung Aufschluss geben, nicht aber über die Entstehung. Vor der Steintafel befindet sich eine steinerne Ruhebank, die an beiden Seiten von den ausladenden Pylonen begrenzt ist. Das Denkmal ist hainartig umpflanzt.

## Historischer Hintergrund
Graf Zeppelin war am Morgen des 4. August 1908 mit dem Zeppelin LZ 4 zu seiner ersten Dauerfahrt von Friedrichshafen nach Echterdingen via Mainz und Mannheim aufgebrochen. Mit der Fahrt sollte gegenüber dem Militär, das Interesse angemeldet hatte, die Eignung der Luftschifftechnologie für Flüge über längere Strecken unter Beweis gestellt werden. Kurz vor dem Erreichen der Stadt Mainz bekam das Luftschiff wegen eines Motorendefekts nicht mehr genügend Auftrieb. Um 17:24 Uhr musste Zeppelin daher auf dem Kornsand notlanden. Mit Hilfe der örtlichen Bauern, die ihre Arbeit auf den Feldern liegen ließen, um die Mannschaft bei der Notlandung zu unterstützen, wurde das Fahrzeug um leere Benzintanks, überflüssige Gegenstände sowie Betriebsmaterial entlastet. Auch fünf Personen mussten von Bord gehen. Nach einer fünfstündigen Unterbrechung setzte Zeppelin, nun um 1270 kg erleichtert, um 22:22 Uhr seine Fahrt fort.
Nach der Umrundung von Mainz flog der Zeppelin weiter nach Mannheim und landete schließlich in Echterdingen. Dort riss er sich in der Nacht während eines Gewittersturms aus seiner Verankerung, trieb ab und verfing sich schließlich in einem Obstbaum, wo er in Flammen aufging.

## Wirkung
Der Denkmalpfleger Jan Nikolaus Viebrock beschreibt seine Eindrücke: „Von seiner Erscheinung her zeigt sich das Denkmal schlicht und nimmt – ganz im Sinne der Seefahrtstradition der Luftschiffahrt – die Form der Buhnen auf, an die der LZ 4 am Abend des 4.8. bei Geinsheim festgemacht war. Es wirkt funktional, der Rolle und dem Selbstverständnis des Zeppelinbaus als modernem Technologieträger entsprechend. Gleichwohl wirkt der gemauerte Bruchstein auch dem Heimatstil verbunden und läßt Assoziationen an die nationalpatriotische Stimmung der damaligen Zeit zu.“